# Chelkhet Tiyab
Chelkhet Tiyab este o comună din departamentul M'Bout, Regiunea Gorgol, Mauritania, cu o populație de 15.700 locuitori.